# I fräckaste laget
I fräckaste laget (engelska: Very Important Person) är en brittisk komedifilm från 1961 i regi av Robert Hamer.

## Handling
Den framstående forskaren Sir Ernest Pease blir nedskjuten under ett spaningsuppdrag över Tyskland under andra världskriget och hamnar i fångläger. Efter att en kodat order från premiärminister Churchill själv inkommit blir Sir Peases flykt från lägret högsta prioritet.

## Rollista i urval
- James Robertson Justice - Sir Ernest Pease
- Leslie Phillips - Jimmy Cooper
- Stanley Baxter - Everett / major Stampfel
- Eric Sykes - Willoughby
- Richard Wattis - Woodcock
- John Le Mesurier - Piggott
- Ronald Leigh-Hunt - Clynes
- Frederick Piper - forskare

- Godfrey Winn - intervjuaren
- Jean Cadell - TV-presentatör